# Anuptafòbia
L'anuptafòbia és un trastorn mental causat per la por irracional a quedar-se sol. Les persones amb aquest problema s'obsessionen amb la idea de tenir parella i per aconseguir-la fan coses d'una manera impulsiva i sense sentit. A més en el moment que mantenen una relació amb algú pateixen d'una forma patològica per la por a quedar-se sol. Per això depenent del grau pot ser una fòbia molt perjudicial. El nom d'aquesta fòbia prové del grec a- (prefix de negació), núptos (casar-se) i el sufix -fobos (por o terror).

## Causes
Hi ha molts factors que influeixen en el desenvolupament de l'anuptafòbia. Normalment, aquest trastorn prové de fets que poden passar durant les primeres etapes de la vida. Com per exemple, haver patit experiències traumàtiques que hagin tingut relació amb el compromís o amb relacions sentimentals com per exemple haver viscut una mala separació per part dels progenitors. Aquesta influència del món familiar també pot ser de forma verbal. El fet que la família sempre hagi donat massa importància a la vida en parella, o el fet de tenir una família estable molt temps també et pot portar a tenir anuptafòbia. La baixa autoestima i els fets esmentats anteriorment són els principals causants d'aquesta fòbia.

## Símptomes
Els símptomes depenen de cada persona i del grau de pànic que tenen. Normalment a la gent amb aquest trastorn els obsessiona la idea de trobar una persona amb la qual compartir la resta dels seus dies i per aquest motiu passa a ser l'aspecte que més els importa. Així doncs, quan es queden sols presenten un gran patiment i els crea una angoixa i un malestar que acaba per afectar altres aspectes de la seva vida.
Aquesta fòbia porta la persona a tenir una por important a la solitud, sempre tenen la necessitat de dependre d'algú. Els cal estar sempre en parella i normalment fins i tot es mantenen en les relacions tòxiques perquè tenen por a les conseqüències.
Un altre símptoma és que durant totes les relacions o a la majoria d'aquestes es repeteix el mateix patró: un trencament, busquen una altra parella ràpidament i viuen amb una por constant de perdre-la.
Les persones que pateixen aquest trastorn tenen problemes d'autoestima, gelosia i són emocionalment dependents.
Per exemple, hi ha persones que en estar sols i desenvolupar sentiments de pànic deixen d'assistir a qualsevol esdeveniment. En canvi hi ha persones que volen assistir a tot tipus d'esdeveniments com els casaments i així poder trobar a la persona de la seva vida.

## Diagnòstic
Aquesta fòbia va més enllà d'una simple por a estar sol, i per diagnosticar que algú pateix aquest trastorn, ha de complir tot un conjunt de característiques.
És desproporcionat
Quan una persona pateix anuptafòbia experimenta una por molt exagerada pel que realment és la situació. Diagnosticar aquest factor és complicat, ja que és molt difícil determinar quan la por d'algú pot ser desproporcionada.
No pot ser explicat o raonat
Una persona amb aquesta fòbia és incapaç d'explicar les raons i el perquè té i experimenta aquesta por tan desproporcionada a no tenir parella. Per tant, una persona amb aquest problema és capaç de raonar sobre altres aspectes de la seva vida, però respecte a la seva situació sentimental no serà capaç de trobar una explicació raonable.
Està més enllà del seu control
Un anuptafòbic és incapaç de controlar la por que pateix mentre que aquesta s'apodera dels seus pensaments, i això fa que no pugui pensar en el contrari i reduir aquesta fòbia.
Evitar la situació
Qualsevol persona amb aquest trastorn intentarà evitar, sigui com sigui, el seu gran temor, el fet d'estar sol tota la vida. Tot això el porta a comportaments obsessius per trobar una persona amb qui compartir la resta de la seva vida o fer i aguantar qualsevol tipus de cosa per tal que la relació no s'acabi.
Té una llarga durada en el temps
Aquesta fòbia no apareix i desapareix constantment, sinó que no varia i es manté durant el pas del temps.
D'aquesta manera una persona que no pateix aquest trastorn en algun moment crític i delicat de la seva vida pot patir por en algun moment, un anuptafòbic experimentarà terror de forma constant a no tenir parella.
Sobre el físic
Aquesta por extremadament intensa, activa en l'anuptafòbic tot un conjunt de respostes físiques a causa d'un gran increment del sistema nerviós central.
També sol passar per un increment de la taxa cardíaca, un augment de la respiració i de la suor corporal, més tensió muscular, la dilatació de les pupil·les, la boca seca i en algun cas tenen molt mal d'estómac, ganes de vomitar i vòmits.
Podem veure que tota l'activació que experimenta el cos en l'àmbit físic, produït per aquesta fòbia són coses d'un perill molt elevat per la mateixa persona.
Pensaments
En aquest pla la persona amb aquest trastorn desenvoluparà i presentarà tota una sèrie de creences sobre la seva situació sentimental.
Totes aquestes creences normalment tracten d'uns pensaments negatius i pessimistes sobre la seva capacitat per afrontar la situació.
Els pensaments que s'acostumen a veure d'una persona amb aquest problema són: mai trobaré una parella, sempre estaré sol, ningú m'estimarà o mai seré feliç.

## Tractaments
Un dels aspectes més positius d'aquesta fòbia és que es pot superar amb l'ajuda d'intervencions psicològiques. Normalment, no s'acostumen a utilitzar medicaments, excepte si l'ansietat que pateix el pacient és molt elevada i el pot perjudicar tant físicament com psicològicament.
Hi ha una varietat de tractaments per l'anuptafobia, incloent-hi ajudar a la persona que no veu la vida de solter com un càstig o com un mal. La psicoteràpia i altres tractaments, com la teràpia cognitiva-conductual i la dessensibilització, pot ajudar.
Mitjançant aquestes tècniques s'exposa a la persona als elements que li produeixen aquesta por i treballen sobre aquests. Això fa que el pacient no caigui en la fase d'evitar els seus problemes i d'aquesta manera l'afectat es va acostumant a les seves pors fins que troba formes que l'ajuden a afrontar l'anuptafòbia.
Aquesta fòbia va molt relacionada amb l'autoestima del pacient, com més baixa tingui l'autoestima més difícil serà de curar el trastorn, i a la inversa. Per aquest motiu per curar al pacient caldria centrar-se a augmentar el nivell de la seva autoestima. Aquest és un punt clau per ajudar a un anuptafòbic.
No obstant això, no totes les persones que sofreixen de formes lleus d'aquesta malaltia requereixen teràpia. La teràpia, en general, només és realment necessària quan la por d'estar sol és tan intensa que fa que es prenguin decisions de vida molt pobres o se sentin incapaços de comprometre's. Es podria dir que hi ha moltes persones que sofreixen de la por d'acabar sols, però sempre que aquest temor no aclapari el sentit comú, es podria parlar més d'una condició humana que pas d'una malaltia mental.

## Epidemiologia
L'anuptafòbia pot afectar qualsevol persona però normalment aquest trastorn afecta persones de 30 a 40 anys i generalment les dones acostumen a ser més vulnerables a patir-la a causa de tots els estereotips que han existit en el temps. També pot intervenir una falta d'autoestima o altres factors.